# 弥曼差
弥曼差为古代印度正统哲学思想六派之一。弥曼差又称前弥曼差（Puarra Mimansa / Pūrva Mīmāṁsā），原义为审查、仔细考虑、考察研究等，漢譯佛典中还音译为「弥息伽」、“彌曼蹉”等，和为古印度正统哲学思想六派之一的後彌曼差（Uttara-Mīmāṁsā）相区分。
弥曼差的创始人或称为组织者为耆米尼（Jaimini），此派依照梵书（Brahmana，又称“婆罗门那”）中实际的方面为背景，以“立声”为概念创建常住论，認可《吠陀經》（Veda，意为“知识、启示”）的無上权威。

## 歷史

### 背景
弥曼差派虽然与早期吠陀教的教義有着密切的关系，但是这一教派通常認可無神论。其無神论思想源於弥曼差派所認可的无前（apurva）论，弥曼差派相信祭祀有很大的功效，认为祭祀行为能产生给人们带来好处的力量，这种力量被称为「无前」。如主张有神，那就要承认神的超自然力，就要承认在祭祀行为与果报之间起作用的是神，而不是“无前”，这会否认祭祀行为的神圣有效性。
在梵书时期(大约西元前10世纪至前4世纪)，弥曼差派以吠陀祭祀为主要研究对象，他们相信吠陀圣典的正确性，相信祭祀的功效。随着婆罗门教的产生，祭祀地位的提高，此时，更迫切需要对吠陀祭祀作出统一的解释。

### 起源
前2世纪，古时的弥曼差派确实是也研究《吠陀經》全部，以《弥曼差经》爲主张，以《吠陀經》为中心组织自己的学说，着重於吠陀祭祀的解义与研究，使梵我合一。
随时代逐渐有着细微的不同，开始分化成两类。
1. 主修外在事相：弥曼差派、业弥曼差派、前弥曼差派
2. 主修宇㣙真理：智弥曼差派、後弥曼差派（吠檀多派）

然而在环境演化中弥曼差派逐渐偏重外在事相，而宇宙真理则以吠檀多派，形成互补性质。
弥曼差派对於祭祀的注重，以致不是很重视轮回解脱理论，後来发展过程中也受到印度传统的轮回解脱理论影响，在接受这些元素时，亦极为强调祭祀在获得解脱过程中的主要作用。
弥曼差派与婆罗门教祭祀儀式有直接关系，在後期虽接受轮回理论但依然强调祭祀过程，并且融入印度现代的宗教仪式当中，现今的祭祀过程中亦可追寻到其踪影。弥曼差因着重外在实际性质，相对来说解读、祭祀、弘扬等较为强化，在7世纪前主要以声论及量论，来增信吠陀经的正确性以及祭祀的功效。西元七世纪後，更是吸收及改造了胜论派的句议论（实、德、业、同、异、和合），加以使用。

### 出現及消失
在公元前最後的數個世紀內，源自彌曼差派的前彌曼差派因佛教和耆那教對婆羅門教的衝擊而興起，旨在捍衛《吠陀經》的權威，隨着印度教興起，前彌曼差派演變為印度教教內的彌息伽派。

### 影響
前彌曼差派的影響力在公元七至八世紀左右達到頂峰，但隨後便因印度教興起而衰落，其繼承者彌息伽派的地位逐漸被吠壇多派取代，然而，彌息伽派的思想在很長的時間內仍然持續地影響着印度教。

## 思想

### 無神論
彌曼差派認為沒有證據證明神靈存在，也沒有證據證明天地萬物有造創者，就像其認為沒有證據證明《吠陀經》有作者或祭祀儀式背後有使儀式生效的神靈那樣。彌曼差派認為《吠陀經》所提及的神靈事實上並不存在，但提及這些神靈的咒語所具備的力量是真實的。

### 儀式主義
彌曼差派擁護極端的儀式主義，其認為祭祀儀式能夠生效的原因在於其自身 而不在於神靈，彌曼差派認為《吠陀經》如此偉大，以致於到達聲稱它不可能是由神靈所降下的啟示的地步，一些宗教學家認為彌曼差派雖然沒有全面地了解《吠陀經》思想，而且其思想在現今的人看來是十分荒唐的，但與印度教教內的吠壇多派所認可的理論相比，彌曼差派在這方面的觀點反映了它是婆羅門教教內 其思想最接近吠陀教教義的教派這一事實。

### 永恆的輪迴
被認為是《彌曼差經》的作者的哲學家𠍇米尼（Jaimini）在該經中表示他認為物質本身是不滅的，輪迴是永遠不會停止的，此外，與婆羅門教教內的主流教派 婆羅門那派 及後來興起的教派 後彌曼差派 不同，該經的作者聲稱眾生永遠不能脱離輪迴，因此他認為最值得追求達到的目標是成為提婆，而達到這一目標的方法就是進行祭祀儀式，故此他主張讓所有凡人參與祭祀儀式，這樣他們便能積累善業，死後便會投生到提婆界並享受各種福樂。

## 批評

### 婆羅門教教內的其他教派所作的抨擊
後彌曼差派的前身是奧義派，後者最初只是一個影響力不大的教派。後彌曼差派的創立者巴達拉亞納（Badarayana）撰寫了《梵天經》，對前彌曼差派所提出的批駁意見作出了反駁。

### 佛教所作的抨擊
佛教認為婆羅門教教內的彌曼差派及婆羅門那派等教派過度執着於儀式，終究無法達到其最終目標。

## 附加資料
- 《佛学概论》（释睿理 著）
- 《佛光大辭典》【弥曼差学派】